# Bapur, Bidar
Bapur là một làng thuộc tehsil Bidar, huyện Bidar, bang Karnataka, Ấn Độ.